# Unionsterritorium
Unionsterritorium er en administrativ inddeling i Indien. Til forskel fra delstaterne, som har sine egne regeringer, styres unionsterritorierne direkte af den nationale regering. Der findes syv unionsterritorier (2014):
- Andamanerne og Nicobarerne
- Chandigarh
- Dadra og Nagar Haveli
- Daman og Diu
- Lakshadweep
- Delhi (National Capital Territory of Delhi)
- Puducherry (Pondicherry)